# Вестон-сьюпер-Мейр (футбольний клуб)
ФКА «Вестон-сьюпер-Мейр» (англ. Weston-super-Mare Association Football Club) — англійський футбольний клуб з однойменного міста, заснований у 1948 році. Виступає у Національній лізі Півдня. Домашні матчі приймає на стадіоні «Вудспрінг Стедіум», потужністю 3 500 глядачів.